# Дієго Флорес
Дієго Флорес (18 грудня, 1982, Канарські острови) – аргентинський шахіст, гросмейстер від 2008 року.

## Шахова кар'єра
Від перших років 21-го століття належав до когорти провідних аргентинських шахістів. Від 2001 року бере участь у фіналах індивідуальних чемпіонатів країни, у яких здобув три медалі: золоту (2005), срібну (2008) i бронзову (2006). 2005 року взяв участь у кубку світу, де в 1-му колі поступився Теймурові Раджабову. 2013 року здобув у Кочабамбі бронзову медаль чемпіонату Америки.
Неодноразово представляв Аргентину на командних змаганнях, зокрема: п'ять разів на шахових олімпіадах (2006, 2008, 2010, 2012, 2014) а також  на командному панамериканському чемпіонаті (2009).
Переміг або поділив 1-ше місце на міжнародних турнірах, зокрема, в таких містах як:
- Буенос-Айрес (1999, 2001, 2004 - двічі, 2005),
- Олаваррія (2003, 2005),
- Вілла Мартеллі (2004),
- Вілла Баллестер (2005),
- Гавана (2005, Меморіал Капабланки, турнір Premier I),
- Вінсенте Лопес (2005),
- Сантьяго (2005, зональний турнір),
- Мар-дель-Плата (2006),
- Альбасете (2006),
- Потреро де лос Фуньєс (2007, зональний турнір),
- Лорка (2007).

Увага: список успіхів неповний (поповнити від 2007 року).
Найвищий рейтинг Ело дотепер мав станом на 1 січня 2011 року, досягнувши 2628 пунктів, посідав тоді 1-ше місце серед аргентинських шахістів.

## Зміни рейтингу
| На цьому місці має відображатися графік чи діаграма, однак з технічних причин його відображення наразі вимкнено. Будь ласка, не видаляйте код, який викликає це повідомлення. Розробники вже працюють для того, щоби відновити штатне функціонування цього графіка або діаграми. | |
| | На цьому місці має відображатися графік чи діаграма, однак з технічних причин його відображення наразі вимкнено. Будь ласка, не видаляйте код, який викликає це повідомлення. Розробники вже працюють для того, щоби відновити штатне функціонування цього графіка або діаграми. |